# Adulis
Adulis (o Adúli) è un sito archeologico situato nella regione del Mar Rosso Settentrionale dell'Eritrea, circa 60 km a sud di Massaua. Era il porto dell'antico Regno di Axum, da cui prende il nome la baia di Adulis. Si pensa che l'attuale città di Zula sorga nel luogo in cui sorgeva l'Adulis del periodo aksumita e che Zula possa essere il nome locale per il greco Adulis.

## Archeologia del sito
Una prima ricognizione del sito fu effettuata nel 1840 da due missionari francesi, Vignaud e Petit, nell'ambito della spedizione guidata da Théophile Lefebvre. Nel 1868, durante la spedizione britannica in Abissinia guidata da Robert Napier, il capitano William West Goodfellow effettuò degli scavi portando alla luce vari reperti, oggi al British Museum. Solo all'inizio del XX secolo si avviarono delle campagne di scavo condotte con rigore scientifico: nel 1906 da parte di Richard Sundström (nell'ambito della spedizione di Enno Littman organizzata dall'università di Princeton) e l'anno successivo per opera di una spedizione italiana guidata da Roberto Paribeni. Ulteriori ricerche vennero condotte da Francis Anfray intorno al 1960.
Dal 2011 sono iniziate una serie di missioni di scavo coordinate dagli archeologi italiani Angelo e Alfredo Castiglioni, finalizzate a riportare alla luce l'antico insediamento.
Le ricerche sono condotte dal Centro Ricerche sul Deserto Orientale in collaborazione con archeologi del Museo di Asmara, del Museo Regionale di Massaua, dell'Università Cattolica di Milano, dell'Università degli Studi dell'Insubria di Varese, dell'Università "L'Orientale" di Napoli e del Laboratorio di Geotecnologie per l'Archeologia del Centro di GeoTecnologie (CGT) dell'Università di Siena e più recentemente del Pontificio Istituto di Archeologia Cristiana di Roma. Tra il 2011 e il 2012 il CGT ha realizzato un nuovo rilievo topografico dell'intera città di Adulis, posizionando tutti i vecchi scavi compiuti nel XIX e nel XX secolo, e posizionando tutte le strutture murarie ancora visibili sulla superficie del terreno. Inoltre, il Centro si è occupato della gestione informatizzata in ambiente GIS di tutti i dati di scavo e dello scavo archeologico del settore 3, dove sono stati rinvenuti i resti di un imponente edificio che, allo stato delle ricerche, è inquadrabile nelle ultime fasi di vita della città.
I primi risultati emersi dagli scavi sono stati presentati in una mostra "Adulis, la città perduta" allestita presso il Museo Castiglioni di Varese, museo nato grazie alla donazione effettuata al loro comune dai fratelli Castiglioni.